# 重返人間
《重返人間》是英國作家妮基·法蘭齊所寫的懸疑小說，於2003年出版。

## 故事簡介
有一日，艾比發現自己被一個陌生的男人禁錮在一個幽閉的地方，這個男人對艾比施以百般的折磨，但是艾比偏偏想不起自己如何被這個男人抓到。禁錮了數天後，艾比藉機逃脫及報警，不過警方不相信艾比的說辭，認為統統都是艾比妄想的幻覺，艾比只好自己偵查。艾比在重創後失去了部分時間的記憶，加上朋友們亦不相信艾比，令她的調查充滿困難。艾比的旧工作提供協助。艾比最終都找到兇手的地址，又將被禁錮折磨的痛苦發洩到兇手身上。